# Liste von Bergen nach Dominanz in Österreich
Die Liste von Bergen nach Dominanz in Österreich zeigt die Erhebungen in Österreich mit der größten topographischen Dominanz.

## Liste
| Rang | Gipfel            | Gebirge                     | Höhe [m] | Dominanz [km] | Dominance Master    | Bild                                  |
| ---- | ----------------- | --------------------------- | -------- | ------------- | ------------------- | ------------------------------------- |
| 1    | Großglockner      | Hohe Tauern                 | 3798     | 175           | Königspitze         | Großglockner (3798 m)                 |
| 2    | Hochfeiler        | Zillertaler Alpen           | 3509     | 49,3          | Großvenediger       | Hochfeiler (3510 m)                   |
| 2    | Klosterwappen     | Rax-Schneeberg-Gruppe       | 2076     | 49,3          | Ringkamp            | Schneeberg (2076 m)                   |
| 4    | Wildspitze        | Ötztaler Alpen              | 3768     | 48,5          | Ortler              | Wildspitze (3768 m)                   |
| 5    | Dachstein         | Dachsteingebirge            | 2995     | 47,7          | Großer Hafner       | Luftaufnahme Hoher Dachstein (2995 m) |
| 6    | Hochalmspitze     | Ankogelgruppe               | 3360     | 45,6          | Großes Wiesbachhorn | Hochalmspitze (3360 m)                |
| 7    | Predigtstuhl      | Thaya-Hochland              | 718      | 42,2          | Mandlstein          |                                       |
| 7    | Plöckenstein      | Böhmerwald                  | 1379     | 42,2          | Großer Rachel       | Plöckenstein (1379 m)                 |
| 9    | Großer Peilstein  | Ostrong                     | 1061     | 41,1          | Zürnerberg          | Großer Peilstein (1061 m)             |
| 10   | Großer Priel      | Totes Gebirge               | 2515     | 41            | Gjaidstein          | Großer Priel (2515 m)                 |
| 11   | Hochschwab        | Hochschwabgruppe            | 2277     | 38,8          | Hochtor             | Hochschwab (2277 m)                   |
| 12   | Stradner Kogel    | Südöstliches Alpenvorland   | 609      | 38,7          | Demmerkogel         | Stradner Kogel (609 m)                |
| 13   | Buschberg         | Leiser Berge                | 491      | 35,1          | Windischalm         | Buschberg (491 m)                     |
| 14   | Hochkönig         | Berchtesgadener Alpen       | 2941     | 33,9          | Zwingkopf           | Hochkönig (2941 m)                    |
| 15   | Hohe Warte        | Karnische Alpen             | 2780     | 33,7          | Schleinitz          | Hohe Warte (2780 m)                   |
| 16   | Großer Speikkogel | Koralpe                     | 2140     | 33,3          | Ameringkogel        | Großer Speikkogel (2140 m)            |
| 17   | Zirbitzkogel      | Seetaler Alpen              | 2396     | 33,2          | Seckauer Zinken     | Zirbitzkogel (2396 m)                 |
| 18   | Sternstein        | Böhmische Masse             | 1125     | 30,5          | Hochficht           | Sternstein (1125 m)                   |
| 19   | Schesaplana       | Rätikon                     | 2965     | 30,25         | Chlein Seehorn      | Schesaplana (2965 m)                  |
| 20   | Eisenhut          | Nockberge                   | 2441     | 29,2          | Preber              | Eisenhut (2441 m)                     |
| 21   | Großer Bösenstein | Rottenmanner Tauern         | 2448     | 29            | Greim               | Großer Bösenstein (2448 m)            |
| 22   | Birkkarspitze     | Karwendel                   | 2749     | 27            | Rosenjoch           | Birkkarspitze (2749 m)                |
| 23   | Hochlantsch       | Randgebirge östlich der Mur | 1720     | 26,3          | Eiblkogel           | Hochlantsch (1720 m)                  |
| 24   | Viehberg          | Gratzener Bergland          | 1112     | 26,2          | Sternstein          | Viehberg (1112 m)                     |
| 25   | Großvenediger     | Venedigergruppe             | 3657     | 26            | Glocknerwand        | Großvenediger (3657 m)                |
| 26   | Zugspitze         | Wettersteingebirge          | 2962     | 25,8          | Zwölferkogel        | Zugspitze (2962 m)                    |
| 27   | Hochgolling       | Schladminger Tauern         | 2862     | 24            | Koppenkarstein      | Hochgolling (2862 m)                  |